# 曹國 (政治人物)
曹國（：／，1965年4月6日—）本貫昌寧曹氏，是韩国法学家、人权活动家、政治家，曾任首爾大學教授。他被南韓社會稱為「江南左派」。然而在其担任法务部长不到一个月的时间内，大量丑闻被揭发，致使韩国民众走到街头大规模抗议。

## 生平
2017年至2019年之間担任文在寅政府的總統府民政首席秘書官。2019年8月9日被指定担任下任大韩民国法务部部长。
2019年8月底，由於其女兒被質疑通過掛名發表專業醫學論文而作為特招生入讀高麗大學以及不當領取獎學金，而曹國母親擔任理事長的「熊東學園」被發現涉及債務弊案等問題，故在韓國國內引發任命是否合適的爭議。9月2日，曹國在國會召開長達8小時20分鐘的記者會，對自己和家人涉及的各種疑雲進行澄清，對其中爭議較大的問題，曹國幾乎都說自己沒有介入。
9月9日，儘管国会有反对的聲音，然而曹國仍被文在寅總統任命為法務部部長。
10月3日，韩国首尔市中心举行大规模集会，要求韩国总统文在寅下台、法务部部长曹国辞职。
由於其親屬的諸多醜聞引發國內強烈反對聲浪，曹國在10月14日辞去法務部長職務。其妻子亦於10月24日遭到逮捕。
2019年12月31日，韩国检方以涉嫌妨碍公务、违反《禁止不正当请托与收受财物法》、滥用职权妨碍行使权力等罪由对曹国提起不逮直诉，经首尔中央地方法院刑庭3年多的审理，至2023年2月3日一审结束。法院认定曹国有关子女升学舞弊的大部分指控成立，虽然其女以奖学金的名义从釜山医疗院长卢焕中处收受的600万韩元不属于贿赂，但违反《禁止不正当请托法》；法院同时认为，涉嫌阻挠青瓦台特别监察组对前釜山市经济副市长柳在洙的监察之指控也成立。法院认为他毁灭证据、潜逃的可能性较小，因此没有进行当庭逮捕。 2024年12月12日，韩国大法院宣布维持原有判决并宣布曹国即时丧失议员资格。16日开始服刑。
2025年8月11日，曹国夫妇获总统李在明特赦、复权。

曹国图片
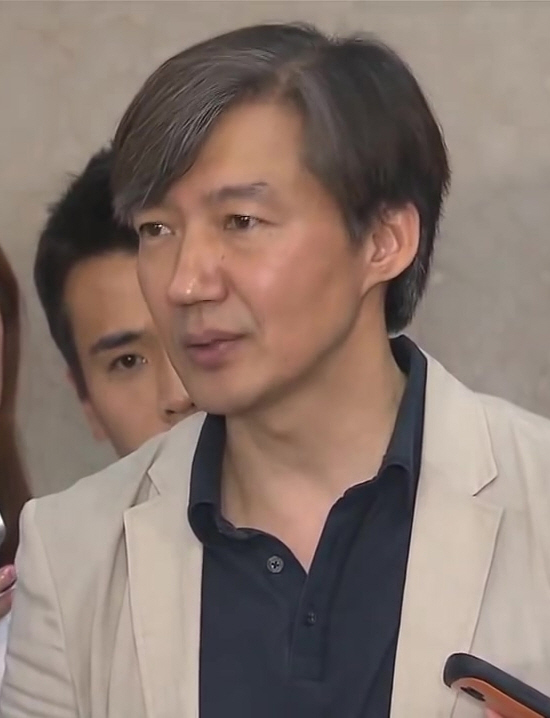
2015年
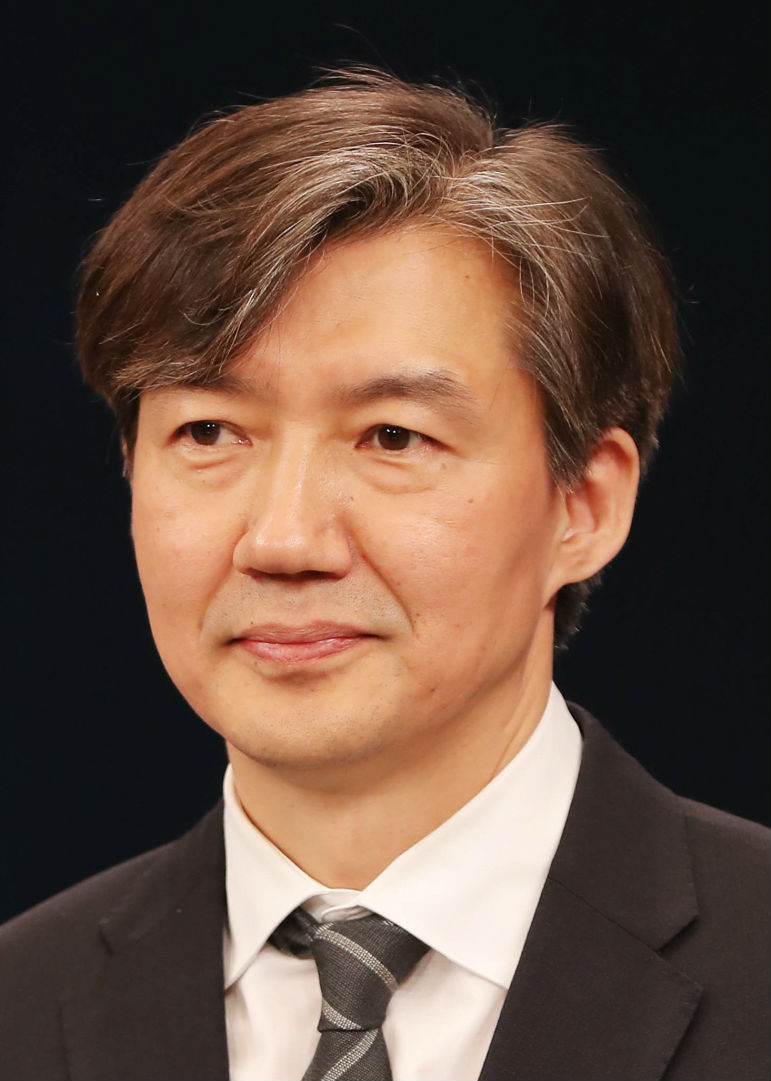
2017年
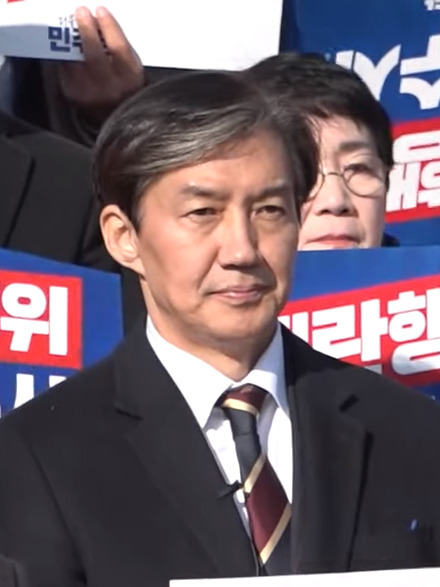
2024年12月于要求尹锡悦下台的集会

## 关联条目
- 曹国事态（朝鲜语：조국 사태）